# سارنزا
سارنزا (انگلیسی: Sarenza) شرکت کالای لوکس فرانسوی است، که در سال ۲۰۰۵ تأسیس شد.